# Lamond Murray
Pour les articles homonymes, voir Murray.
Lamond Murray, né le 20 avril 1973, à Pasadena, en Californie, est un joueur américain de basket-ball. Il évolue au poste d'ailier.